# Monts Toba Kakar
Les monts Toba Kakar sont un massif de montagnes de l'Ouest du Pakistan et du Sud-Est de l'Afghanistan. Ils culminent à 3 331 mètres d'altitude au Koh Kand. Ils s'étendent au sud-ouest du cours supérieur de la rivière Gomal, au nord-ouest de son affluent le Zhob et tangentent au sud avec les monts Brahui. Ils constituent l'essentiel de la province géologique afghane,, formant le bassin sédimentaire de Katawaz (ou de Pishin).